# Piotr Kraszewski
Piotr Kraszewski (ur. 23 grudnia 1944, zm. 10 lipca 2022) – polski historyk i politolog, specjalizujący się w historii współczesnej.

## Życiorys
W 1997 r. na Wydziale Historycznym UAM uzyskał stopień doktora habilitowanego nauk humanistycznych na podstawie pracy zatytułowanej Polska emigracja zarobkowa w latach 1870-1939. Praktyka i refleksja. Był współtwórcą, dyrektorem naukowym i profesorem w Instytucie Wschodnim UAM, a także docentem i zastępcą dyrektora w Zakładu Badań Narodowościowych PAN. W zakładzie tym pełnił też funkcję redaktora naczelnego czasopisma naukowego „Sprawy Wschodnie”. Był członkiem Komitetu Badań nad Migracjami Ludności i Polonią przy Prezydium PAN (obecnie Komitet Badań nad Migracjami przy Wydziale I Nauk Humanistycznych i Społecznych PAN).